# 島津忠欽
島津 忠欽（しまづ ただかた、弘化2年11月22日（1845年12月20日） - 大正4年（1915年）4月17日）は、幕末の薩摩藩の藩主一門で、明治から大正時代の華族（男爵）。今和泉島津家第13代当主、のち玉里島津家分家を興す。

## 略歴
今和泉家第11代当主忠冬の娘・巖（又従姉妹にあたる）の婿養子となり、明治27年（1894年）に先代当主の忠敬（忠冬の弟）が没すると跡を嗣いで当主となる。2年後の明治29年（1896年）9月に当主を次男の隼彦に譲り、妻の巖や長男の雄五郎ら他の子たちを連れて今和泉家を離籍し、玉里島津家の籍に入る。同年12月に父・久光の勲功により男爵となり、分家した。その後、照国神社宮司、第百十七国立銀行頭取、貯蓄銀行取締役などを歴任する。
1904年（明治37年）7月10日、貴族院男爵議員に就任し、1911年（明治44年）7月9日まで1期在任した。
大正4年（1915年）4月17日に69歳で没した。雄五郎に先立たれたため、雄五郎と夫人の明子（珍彦の長女）の長男の忠夫が分家当主と男爵位を継いだ。忠夫は鹿児島貯蓄銀行、鹿児島商弘銀行の重役を務めている。

## 家族
実父は島津久光、実母は重富家出身の島津千百子。同母兄弟に最後の薩摩藩主の公爵忠義、宮之城家を継いだ久治、重富家を継いだ男爵珍彦、異母弟に玉里家第2代当主の公爵忠済がいる。
- 父：島津久光（1817年 - 1887年）
- 母：島津千百子（1821年 - 1847年）
- 養父：島津忠敬（1832年 - 1892年）
- 養母：村橋静雲の娘・邦（1838年 - 1899年）
- 妻：島津巖（1845年 - 1901年） - 島津忠敬養女、島津忠冬長女
  - 長男：雄五郎（1867年 - 1906年）- 玉里島津家分家第2代当主
  - 長女：竹（1870年 - 1912年）
  - 次女：倉（1870年 - 1912年）
  - 三女：峯（1876年 - 1897年）
  - 次男：隼彦（1879年 - 1936年）- 今和泉島津家第14代当主
  - 四女：鶴（1880年 - 1908年）- 重富島津家第6代当主・島津壮之助（島津珍彦長男）妻
  - 五女：時子（1881年 - 1964年）- 牧野一成妻

## 栄典
- 1896年（明治29年）2月3日 - 男爵[4]
- 1902年（明治35年）12月20日 - 正五位[5]